# 文化里 (嘉義縣)
文化里是中華民國嘉義縣朴子市的一個里，東以市西路與平和里為界，西鄰永和里，南接竹圍里，北連博厚里和中正里，面積0.1916平方公里。